# Lasioglossum philanthanum
Lasioglossum philanthanum är en biart som först beskrevs av Mitchell 1960.  Lasioglossum philanthanum ingår i släktet smalbin, och familjen vägbin. Inga underarter finns listade i Catalogue of Life.